# Nathan McCree
Nathan McCree (Inglaterra, 27 de enero de 1969) es un compositor de música y editor de efectos de sonido para proyectos multimedia que incluyen juegos de computadora, televisión, eventos en vivo y radio. Trabajó principalmente con Core Design, para los tres primeros juegos de Tomb Raider, entre otros. Trabajó también con nombres de perfiles tales como Spice Girls and Orange.
Ha sido elogiado entre críticos y ha recibido varios premios informales. Tomb Raider III ha sido considerado como el juego de computadora que mejor suena a la fecha y el trabajo de Nathan en el juego Asterix y el poder de los dioses de Sega Mega Drive se ganó el elogio de mejor música de todas en Mega Drive!". Recientemente, gracias al gran y rápido sitio Newgrounds, él trabajó junto con Adam Phillips y compuso la música para su último lanzamiento en la serie Brackenwood.

## Trabajos destacados

### Director de audio
- Sniper: Ghost Warrior 2 (2013)
- LEGO: Hero Factory, Brain Attack (2013)
- LEGO: Ninjago (2013)
- LEGO: Chima (2013)
- Silent Hill: Downpour (2012)
- Rush'n Attack: Ex-Patriot (2011)

### Compositor
- LEGO: Ninjago (2013)
- Chime (2010)
- Sleepover (2009)
- Blend-It (2008)
- Goosebumps Horrorland (2008)
- Industrial Ambience (Library music album) (2008)
- The Price Is Right (2006)
- Blockbusters[2][3] (2006)
- Eurosport (2006)
- Fifa 2006 (2006)
- The Regiment (2005)
- Custom Play Golf (2005)
- Breed (2003)
- Battle Engine Aquila (2002)
- Laser Squad Nemesis (2002)
- Tomb Raider III (1998)
- Tomb Raider II (1997)
- Joypad CD Vol. 2: Tomb Raider II (1997)
- Gender Wars (1997)
- A Tribute to Lara Croft (1997)
- Tomb Raider (1996)
- Blam! Machinehead (1996)
- Swagman (1996)
- Skeleton Krew (1995)
- Asterix and the Power of the Gods (1995)
- Soul Star (1994)
- Heimdall II (1994)
- BC Racers (1994)
- Bubba 'n' Stix (1994)
- Dragonstone (1994)
- Universe (1994)
- Asterix and the Great Rescue (1993)
- Chuck Rock II: Son of Chuck (1993)

|}

### Efectos de sonido
- LEGO: Ninjago (2013)
- Silent Hill: Downpour (2012)
- Rush'n Attack: Ex-Patriot (2011)
- Lord of the Rings: Aragorn's Quest (2010)
- Chime (2010)
- Art Academy (2009)
- Sing It 2: Family Hits (2009)
- Blend-It (2008)
- Goosebumps Horrorland (2008)
- Rock Revolution (2008)
- You're in the Movies (2008)
- The Price Is Right (2006)
- Blockbusters[2][3] (2006)
- Eurosport (2006)
- FIFA 2006 (2006)
- The Movies: Stunts & Effects (2006)
- The Regiment (2005)
- Fable 1.5 (2005)
- Breed (2003)
- Battle Engine Aquila (2002)
- Laser Squad Nemesis (2002)
- Tomb Raider III (1998)
- Tomb Raider II (1997)
- Tomb Raider (1996)
- Blam! Machinehead (1996)
- Asterix and the Power of the Gods (1995)
- Skeleton Krew (1995)
- Bubba 'n' Stix (1994)
- Soul Star (1994)
- Asterix and the Great Rescue (1994)

|}